# Tony Gonzalez
Anthony David Gonzalez, född 27 februari 1976 är en amerikansk fotbollsspelare för Atlanta Falcons i NFL. Han har röstats fram till tolv Pro Bowls i sin karriär, och anses allmänt vara en av NFLs bästa Tight Ends genom tiderna.
Gonzalez gick på Huntington High School i Huntington i Kalifornien, där han spelade både amerikansk fotboll och basket. Under sitt sista år på gymnasiet fångade han 62 passningar för 945 yards och 13 touchdowns, något som gjorde att han erbjöds stipendium från flera universitet.
Han valde att gå på University of California, där han studerade kommunikation. På college fortsatte Gonzalez att spela både amerikansk fotboll och basket, och var mycket framgångsrik i båda sporterna. Till slut tvingades han dock välja mellan de två, och han valde fotbollen. 
I NFL har han blivit framröstad till tolv Pro Bowls, och han var den förste Tight End-spelaren någonsin att ta emot 1000 passningar i karriären. Han har tagits ut i årtiondets lag av NFL och har två gånger blivit utsedd till årets Tight End. 